# Броненосцы типа «Маджестик»
«Маджестик» — тип эскадренных броненосцев, заказанных по программе Первого лорда Адмиралтейства (морского министра) лорда Спенсера 8 декабря 1893 года, которые должны были противостоять растущей силе ВМС Франции и Российской Империи. Крупнейшая в Британии серия броненосцев, которая насчитывала 9 кораблей. Этот проект был спроектирован сэром Уильямом Уайтом. Их развитием были броненосцы типа «Канопус», которые отличались от прототипа ослабленным бронированием и увеличенной скоростью.

## История
Результаты масштабной программы военно-морского строительства, известной как Акт Морской Обороны от 1889 года, оказались далеки от ожидаемых британцами. Целью программы — предусматривавшей постройку десяти броненосцев, сорока двух крейсеров и восемнадцати торпедно-канонерских лодок — британское правительство видело внушить оппонентам мысль о невозможности тягаться с Великобританией в числе боевых кораблей, и, соответственно — задержать новую гонку военно-морских вооружений. Однако, результат оказался прямо обратным: Франция и Россия, традиционные противники Великобритании, приняли вызов, и развернули ещё более масштабные военно-морские программы.
К 1893 году стало ясно, что новая гонка военно-морских вооружений в самом разгаре. Тревогу адмиралтейству внушало то, что Россия и Франция совместно строили двенадцать броненосцев, против десяти британских. Единственным способом удержать постулированный англичанами «двухдержавный стандарт» — положение, при котором британский флот должен был быть равен по силе двум следующим за ним флотам вместе взятым — было строить новые корабли в ещё более быстром темпе.
В 1893 году, по инициативе Первого Морского Лорда, Джона Спенсера, британское правительство утвердило новую военно-морскую программу, предусматривавшую, в числе прочего, постройку новой серии крупных броненосцев. Концепция таковых разрабатывалась с 1891 года по инициативе вице-адмирала Джона Арбетнота Фишера, как развитие проекта «Роял Соверенов» с усовершенствованной артиллерией главного калибра и новейшей стальной броней, закаленной по методу Гарвея. Задержки в проектировании новых тяжелых орудий на замену устаревшим 343-мм пушкам привели к тому, что закладку новых броненосцев несколько раз откладывали. В 1893 году, под давлением общественного мнения, британский парламент утвердил закладку сначала двух, а затем ещё семи новых броненосцев в 1893—1895 годах.

## Технические характеристики

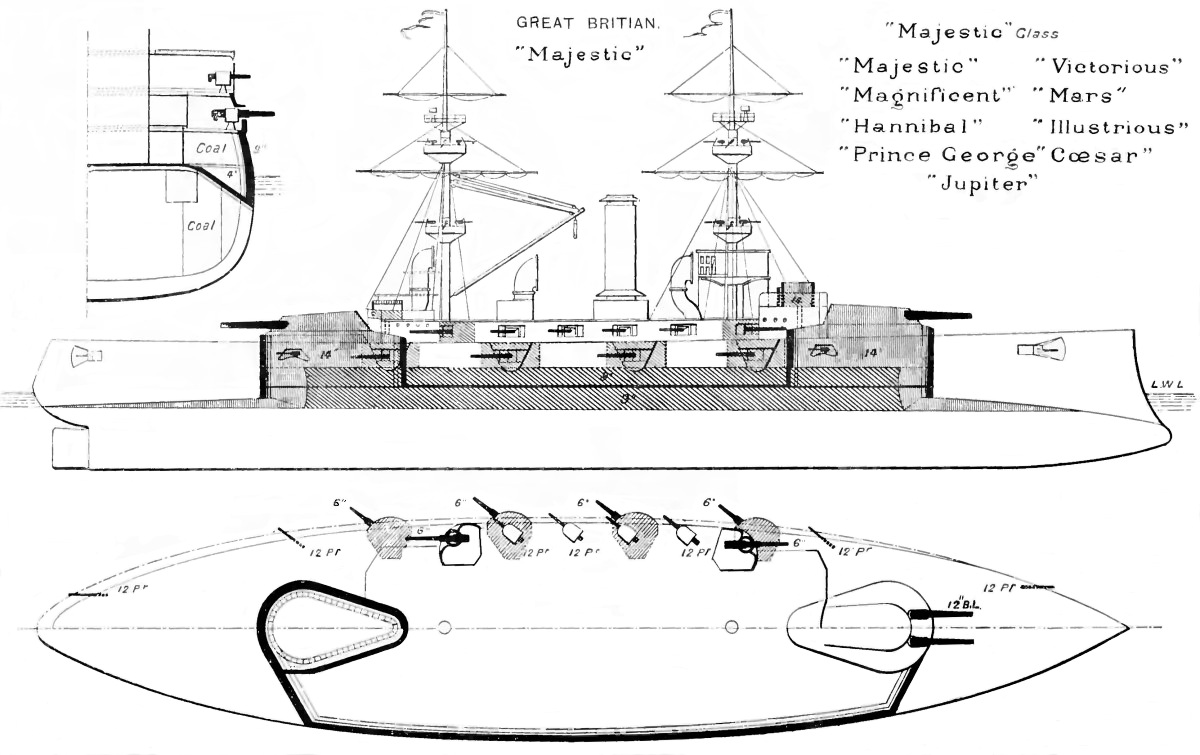
Вид справа, план палубы, и секция корпуса согласно Brassey’s Naval Annual 1902

### Корпус
Броненосцы серии представляли собой увеличенный HMS Renown с 12" артиллерией и более толстой бронёй и были на три метра длиннее последнего.
Корпус броненосцев имел большую седловатость — значительно более сильную, чем на «соверенах», высота борта: в носу — 7,6 м, на миделе — 5,2 м и 5,6 м в корме.
Будучи головным кораблем, HMS Majestic был спущен на воду в 1895 году и имел гладкопалубный корпус длиной 128 м и полное водоизмещение 16 000 тонн. Был самым большим из броненосцев 19 века. Этот тип кораблей стал последним британским броненосцем имевшим дымовые трубы побортно; последующие типы броненосцев имели дымовые трубы расположенные в диаметральной плоскости.

### Вооружение
Главный калибр включал четыре новых скреплённых проволокой 12" орудия с длиной ствола 35 калибров, и весом в 46 тонн каждое, установленные в двух крытых барбетных установках. Орудия запускали 390-кг снаряды с начальной скоростью 716—732 м/с. Бронебойный снаряд весом 386 кг обладал расчётной бронепробиваемостью в 840 мм кованого железа на дистанции 900 м или 300-миллиметров стали на с дистанции в 2830 метров.
Недостатком этих орудий была низкая по меркам времени скорострельность. На почти всех «Маджестиках», за исключением «Илластриеса» и «Цезаря», орудия были установлены в устаревших барбетах малого диаметра, имевших грушевидную форму. Гидравлические механизмы перезарядки были установлены неподвижно в узкой части барбета. Таким образом, перезарядка могла производиться только при нулевом угле поворота орудий, и при фиксированном угле вертикального возвышения, равном 13,5°. За счет этого, темп стрельбы «Маджестиков» составлял около 1 выстрела в 70 секунд при подаче снарядов из заранее подготовленной боеукладки, и далее падал до одного выстрела в 100 секунд при подаче снарядов из погребов.
На «Цезаре» и «Илластриесе» были установлены более совершенные установки большого диаметра с круглыми барбетами. Механизмы перезаряжания теперь вращались вместе с орудиями и заряжание производилось на любом горизонтальном угле поворота установки (вертикальный угол при перезарядке по-прежнему составлял 13,5°). Темп стрельбы составлял для этих двух кораблей один выстрел в 80 секунд.
Барбетные установки броненосцев типа «Маджестик» были значительным шагом вперед по сравнению с предшествующими. В отличие от открытых барбетных установок, защищенных лишь легкими броневыми колпаками, установки «Маджестиков» приобрели все основные черты броневых башен современного типа. Неподвижный барбет, проходивший вплоть до броневой палубы, защищал орудийную прислугу, механизмы и элеваторы подачи боеприпасов. Сверху на него опирался тяжелый броневой купол, вращающийся вместе с орудиями. Таким образом, барбетная установка теперь была защищена и от падающих сверху снарядов, что отвечало увеличившимся дистанциям морского боя.
Средний калибр включал двенадцать 152-мм/40 орудий (QF 6 inch/40) — по шесть на каждый борт — в индивидуальных казематах, защищенных от осколков и мелкокалиберных снарядов. Четыре орудия с каждого борта стояли на главной палубе, и ещё два — по углам надстройки. Орудия имели скорострельность в 5-7 выстрелов в минуту.
Противоминная артиллерия включала шестнадцать 76-миллиметровых скорострельных орудий и двенадцать 47-мм орудий Гочкисса, расположенных на крыше надстройки и в небронированных казематах на главной палубе.
В рамках представлений того времени о дистанции морского боя, броненосцы имели торпедное вооружение — предназначенное либо для поражения противника при промахе таранной атаки, либо для защиты от попытки неприятельского тарана. Торпедное вооружение состояло из четырёх подводных и одного надводного торпедного аппаратов.

#### Бронирование
Под влиянием Битвы при Ялу, кораблестроители всего мира стали придавать особое значение защите от скорострельной среднекалиберной артиллерии — 120-152-мм орудий с унитарным заряжанием. Такие орудия были не способны пробивать броню, но чрезвычайно эффективно разрушали градом фугасных снарядов небронированый надводный борт, что создавало угрозу захлестывания пробитых отсеков волнами и потери кораблем остойчивости.
Чтобы решить эту проблему, британские инженеры радикально увеличили высоту броневого пояса на «Маджестиках». Простиравшийся на всю длину броневой цитадели, пояс прикрывал надводный борт выше и ниже ватерлинии, вплоть до основания казематов скорострельной артиллерии на средней палубе. Таким образом, инженеры гарантировали, что скорострельные орудия не сумеют оставить пробоин в цитадели, сквозь которые корабль может захлестнуть волнами. Высота пояса составляла 4,5 метра, из которых 1,5 располагались выше ватерлинии. С концов, пояс замыкался траверзными переборками толщиной в 356 миллиметров (передняя) и 305 миллиметров (задняя), соединявшимися с основаниями барбетов.
Расплатой за увеличение площади бронирования стала его малая толщина. Броневой пояс «Маджестика» имел толщину не более 229 мм, и не обеспечивал полной защиты от снарядов тяжелых орудий. Чтобы компенсировать этот недостаток, сразу за поясом располагался 102-миллиметровый скос броневой палубы — таким образом, что пробивший пояс снаряд встречал на своем пути дополнительную защиту и не мог добраться до машинных отделений. Вся вертикальная броня была гарвеевской, превосходящей по характеристикам компаундовскую или сталеникелевую.
Орудия главного калибра были установлены в барбетных установках — неподвижных ограждениях из брони, внутри которых вращалась платформа с пушками. Толщина броневых плит барбетов достигала 356 миллиметров. Важным новшеством стало прикрытие барбетов сверху броневыми куполами, вращающимися вместе с орудием — это был первый шаг к орудийной башне современного типа. Очень хорошо защищена была вспомогательная артиллерия. Каждая шестидюймовка занимала каземат(собственный своеобразный «дот»), окруженный 152-мм броней с боков и 51-мм — сзади, сверху и снизу. В результате вспомогательная артиллерия стала полностью неуязвимой для скорострельных орудий, а попадание крупнокалиберного снаряда могло вывести из строя только один каземат.
Броневая палуба в плоской части имела толщину 76 мм со скосами 102 мм толщиной под углом 40° к нижней кромке пояса. В оконечностях карапасная палуба находилась ниже ватерлинии, её толщина составляла 64 миллиметра.

### Силовая установка
Корабли приводились в движение двумя трёхцилиндровыми паровыми машинами тройного расширения. Их полная мощность составляла 10 000 л. с. Пар обеспечивали восемь цилиндрических односторонних котлов. Максимальная скорость на мерной миле составила 16 узлов; однако при форсировке машины могли кратковременно выдать 12 000 л. с. и 17 узлов. Форсированный ход не считался нормальным и мог легко привести к выгоранию котлов.
Изначально топки всех кораблей работали на угле, но HMS Mars в 1905—1906 стал первым броненосцем, модернизированным под нефтяное питание. Оставшиеся корабли были аналогично переделаны на нефтяное топливо в 1907—1908 годах.

## Броненосцы в серии

### HMSCaesar (Цезарь)
HMS Caesar входил в состав Флота Канала в 1898 году, в Средиземноморский флот в 1898−1903 годах, Атлантический флот в 1904−1907 годах, и флот метрополии в 1907−1914 годах. В начале Первой мировой войны находился во Флоте Канала с августа по декабрь 1914 года, после чего был брандвахтенным кораблем в Гибралтаре с декабря 1914 по июль 1915 года, а также на Бермудских островах в 1915−1918 годах, затем плавучей базой в Средиземноморье в 1918−1919 годах и в Чёрном море в 1919−1920 годах, где Королевский флот воевал против большевиков в Гражданскую войну. Был последним британским додредноутом, служившим в качестве флагманского корабля, и последним броненосцем, служившем в океане. Был продан на металлолом в 1921 году

### HMSHannibal (Ганнибал)
HMS Hannibal состоял во флоте Канала и Атлантическом флоте в 1898−1905 годах и 1907 году соответственно, во флоте метрополии в 1907−1914 годах.

### HMSIllustrious (Илластриес)
HMS Illustrious состоял в Средиземноморском флоте в 1898−1904 годах, во флоте Канала и Атлантическом флоте в 1904−1908 годах, во флоте метрополии в 1908−1914 годах.

### HMSJupiter (Юпитер)
HMS Jupiter состоял во флоте Канала и Атлантическом флоте в 1897—1908 годах, во флоте метрополии в 1908−1914 годах. Первым из кораблей своего типа был внесён в список на списание.

### HMSMagnificent (Магнифисент)
HMS Magnificent состоял во флоте Канала и Атлантическом флоте в 1895−1906 годах, затем во флоте метрополии в 1907−1914 годах.

### HMSMajestic (Маджестик)
HMS Majestic состоял во флоте Канала и Атлантическом флоте в 1895−1907 годах, во флоте метрополии в 1907−1914 годах. Потоплен немецкой подлодкой U-21 27 мая 1915 года во время Дарданелльской операции.

### HMSMars (Марс)
HMS Mars состоял во флоте Канала и Атлантическом флоте в 1897−1907 (став первым броненосцем модернизированным под нефтяное топливо в 1905−1906 годах), во флоте метрополии в 1907−1914 годах. В 1902 году в результате нештатного срабатывания запальной трубки (луч огня не достиг слишком далеко расположенный картуз, тот стал тлеть и вспыхнул только после открытия затвора) на учебных стрельбах погибло 2 офицера и 6 нижних чинов.

### HMSPrince George (Принс Джордж)
HMS Prince George состоял во флоте Канала и Атлантическом флоте в 1896−1907 годах, во флоте метрополии в 1907−1914 годах.

### HMSVictorious (Викториес)
HMS Victorious состоял в Средиземноморском флоте в 1897−1898 годах и 1900−1903 годах, на Китайской станции в 1898−1900 годах, во флоте Канала и Атлантическом флоте в 1904−1906 годах, во флоте метрополии в 1907−1914 годах. Служил в качестве брандвахты у британских берегов в 1914 году и в начале 1915 года. Затем, разоруженный, служил в качестве плавучей мастерской в Скапа-Флоу на Оркнейских островах в 1916−1920 годах, после чего был переименован в Indus II и списан в 1923 году.

## Оценка проекта
Броненосцы типа «Маджестик» были несомненным успехом британского кораблестроения. Они объединяли отличную мореходность, высокую скорость, чрезвычайно мощное вооружение и рациональную броневую защиту в почти оптимальной конфигурации. Именно в этих кораблях сформировался принципиальный конструктивный стандарт, который с теми или иными модификациями служил основой для всех последующих линкоров Уайта.
|                                       | «Маджестик»                                       | «Алабама»                                 | «Канопус»                                      | «Кайзер Фридрих III»                            | «Фудзи»                                       | «Сисой Великий»                              | «Шарлемань»                                                   |
| ------------------------------------- | ------------------------------------------------- | ----------------------------------------- | ---------------------------------------------- | ----------------------------------------------- | --------------------------------------------- | -------------------------------------------- | ------------------------------------------------------------- |
| Год закладки                          | 1894                                              | 1896                                      | 1897                                           | 1895                                            | 1894                                          | 1891                                         | 1894                                                          |
| Год ввода в строй                     | 1896                                              | 1900                                      | 1899                                           | 1898                                            | 1897                                          | 1896                                         | 1899                                                          |
| Водоизмещение нормальное, т           | 15 134                                            | 11 750                                    | 13 360                                         | 11 785                                          | 12 320                                        | 8880                                         | 11 100                                                        |
| Полное, т                             | 16 063                                            | 12 446                                    | 14 529                                         | 11 895                                          | 12 649                                        | 11 400                                       |                                                               |
| Мощность ПМ, л. с.                    | 12 000                                            | 10 000                                    | 13 500                                         | 13 000                                          | 14 000                                        | 8500                                         | 15 000                                                        |
| Максимальная скорость проектная, узл. | 17                                                | 16                                        | 18                                             | 17,5                                            | 18                                            | 16                                           | 18                                                            |
| Дальность, миль (на ходу, узл.)       | 4700 (10)                                         |                                           | 5320 (10)                                      | 3420 (10)                                       | 4000 (10)                                     | 2800 (10)                                    | 3650(10)                                                      |
| Бронирование, мм                      |                                                   |                                           |                                                |                                                 |                                               |                                              |                                                               |
| Тип                                   | ГС                                                | ГС                                        | КС                                             | КС                                              | ГС                                            | ГС                                           | ГС                                                            |
| Пояс                                  | 229                                               | 419                                       | 152                                            | 300                                             | 457                                           | 406                                          | 370                                                           |
| Палуба(скосы)                         | 63(102)                                           | 102                                       | 51(51)                                         | 65                                              | 64                                            | 51-63                                        | 55                                                            |
| Башни                                 | 254                                               | 356                                       | 203                                            | 250                                             | 152                                           | 305                                          | 320                                                           |
| Барбеты                               | 356                                               | 318                                       | 305                                            | 250                                             | 457                                           | 254                                          | 270                                                           |
| Рубка                                 | 356                                               | 254                                       | 305                                            | 250                                             | 356                                           | 229                                          | 326                                                           |
| Вооружение                            | 2×2×305-мм/35 12×1×152-мм/40 16×1×76,2-мм/40 5 ТА | 2×2×330/35 16×1×152-мм/40 16×1×57-мм 4 ТА | 2×2×305/35 12×1×152-мм/45 10×1×76,2-мм/40 4 ТА | 2×2×240-мм/40 18×1×150-мм/40 12×1×88-мм/30 6 ТА | 2×2×305-мм/40 10×152-мм/40 20×1×47-мм/43 5 ТА | 2×2×305-мм/40 6×152-мм/45 12×1×47-мм/43 6 ТА | 2×2×305-мм/40 10×1×138-мм/45 8×1×100-мм/45 20×1×47-мм/43 4 ТА |

Броненосцы типа «Маджестик» были мощными, хорошо спроектированными кораблями, заслуженно претендующим на статус сильнейших в мире на конец XIX века. Их особенности конструкции во многом предопределили дальнейшее развитие кораблестроения.